# Lego Bionicle: Quest for the Toa
Lego Bionicle: Quest for the Toa, также известна как Lego Bionicle (оригинальное название — Lego Bionicle: Tales of the Tohunga) — компьютерная игра в жанре приключенческого боевика 2001 года, разработанная Saffire и изданная Lego Software для Game Boy Advance; основана на франшизе Lego Bionicle. По сюжету, житель острова Мата Нуи по имени Такуа отправляется в квест, чтобы спасти старейшин — Турага — и призвать повелителей стихий Тоа, которым предначертано остановить злого духа Макуту.
В Quest for the Toa используется изометрическая графика, а её игровой процесс содержит элементы платформера. Игрок проходит через 20 уровней, охватывающих шесть регионов МатаНуи, которые олицетворяют природные стихии. После прохождения каждого региона открывается мини-игра — в неё можно сыграть в однопользовательском и в многопользовательском режимах. Изначально разработчики задумывали Quest for the Toa как приквел к Lego Bionicle: The Legend of Mata Nui, которую также создавала Saffire и планировала выпустить на PC, однако отменила этот релиз. В процессе разработки создатели изменили подзаголовок Tales of the Tohunga на Quest for the Toa из-за жалоб со стороны коренного народа Новой Зеландии Маори. Игра получила преимущественно негативные отзывы критиков, в основном из-за неудобного управления и игрового процесса, хотя рецензенты хвалили мини-игры и графику.

## Игровой процесс

Скриншот игрового процесса Lego Bionicle: Quest for the Toa, в которой используется изометрическая графика. На экранном интерфейсе изображены: шкала здоровья персонажа, количество предметов и боеприпасов

Lego Bionicle: Quest for the Toa — это приключенческий боевик с элементами платформера и изометрической графикой. Игровой мир разделён на шесть регионов, которые охватывают более 20 линейных уровней; после прохождения каждого этапа открывается мини-игра. В регионах есть деревни; в них игрок может взаимодействовать с неигровыми персонажами, получать информацию о вселенной Bionicle и приобретать дополнительные предметы.
Перед началом сюжетной кампании игрок настраивает цвета головы, рук и ног протагониста. Главным героем Quest for the Toa является Маторан Такуа с острова Мата Нуи. Под управлением игрока Такуа может совершать прыжки, бросать предметы, толкать камни и использовать инструменты; игрок заранее настраивает нужные ему инструменты на кнопки в меню паузы. Шкалу здоровья пополняют разбросанные по всему миру фрукты и ягоды; некоторые из них используются как боевые снаряды, представляющие собой основное оружие Маторана в борьбе с населяющими Мата Нуи Рахи.

## Сюжет

### Сеттинг
Разработчики задумывали Quest for the Toa  как приквел к Lego Bionicle: The Legend of Mata Nui — другому проекту Saffire; финал игры подводил к событиям The Legend of Mata Nui, однако создатели последнего проекта отменили его разработку в октябре 2001 года. Главный герой Quest for the Toa Такуа ранее был игровым персонажем в Mata Nui Online Game, приключенческой онлайн-игре в жанре point-and-click, которая продолжала сюжетную линию Bionicle 2001 года.
События Quest for the Toa разворачиваются на вымышленном острове Мата Нуи, разделённом на шесть регионов, символизирующих природные стихии: водный регион Га-Вахи, регион джунглей Ли-Вахи, ледяной и горный регион Ко-Вахи, подземный регион Ону-Вахи, пустынный регион По-Вахи и вулканический регион Та-Вахи. В каждом регионе есть деревня — так называемая Коро —, возглавляемая старейшиной Турага. Неподалёку от центра острова расположен великий храм Кини-Нуи. В прошлом Мата Нуи был тропическим раем, однако его земли поглотила тьма злого духа Макуты. Жители деревни чтят легенду о шести воинах, повелителях стихий Тоа, которым предначертано победить Макуту и вернуть мир в Мата Нуи.

### История
Такуа отдыхает на пляже Ону-Вахи, где узнаёт от жителей деревни, что Турага Венуа из Ону-Коро желает встретиться с ним. По прибытии в деревню он обнаруживает, что Венуа был похищен враждебным зверем Рахи. Такуа спасает Венуа и узнаёт от старейшины об исчезновении некоторых других Турага, а также о том, что священные камни Тоа похитил Макута; без этих камней Турага не смогут поведать легенду о Мата Нуи, а пророчество о Тоа никогда не сбудется. Такуа удаётся вернуть камень Тоа Ону-Коро, после чего он отправляется в другие деревни: протагонист освобождает Турага Нокаму в Га-Коро, Турага Оневу в По-Коро, Турага Матау в Ли-Коро и Турага Ную в Ко-Коро. Герой находит соответствующие камни Тоа и символы власти каждого Турага.
В Та-Коро Такуа встречает Турага Вакаму. Несмотря на дошедшие до него вести о подвигах Маторана, Вакама выражает сомнение, что тому удастся найти последний пропавший камень. Сначала Вакама поручает Такуа добыть противоядие для отравленного источника, подпитывающего деревню; вскоре после этого Турага похищают. Такуа устанавливает местоположение Вакамы и противоядия, после чего старейшина поручает ему вернуть камень Та-Коро, находящейся в ближайшем вулкане. Такуа добывает камень и, спасаясь от извержения вулкана на доске для сёрфинга, попадает в храм Кини-Нуи, где уже собрались все Турага. Старейшины благодарят Такуа и просят его вернуть камни на их законные места в храме; после этого камни испускают ореол света, который призывает Тоа на остров и перемещает Такуа на пляж Та-Вахи, где он замечает открытую канистру Тоа и следы в сторону Та-Коро.

## Разработка
Lego согласилась поработать с Saffire, которую им порекомендовала Nintendo. По словам президента Saffire Хэла Раштона, в своих проектах обе компании делали упор на «высокие моральные ценности». Один из сотрудников Saffire Джей Уорд отметил, что и Saffire и Lego создавали продукты для всей семьи, поэтому их партнёрство было «удачным». Штаб-квартира Saffire располагалась в Американ-Форке (штат Юта), где, по оценке Раштона, проживало много людей, говорящих на нескольких языках; это обстоятельство было важно для Lego, так как руководство компании хотело, чтобы игра поддерживала девять языков. По словам Раштона, Saffire и Lego тщательно проработали дизайн вымышленных существ как для Quest for the Toa, так и для другой игры во вселенной Bionicle — The Legend of Mata Nui. Разработчики поручили Тейлору Ханту, приходящемуся сыну одному из разработчиков, провести бета-тестирование игры в течение шести недель. Ведущий программист Quest for the Toa Дэйв Раштон был впечатлён способностью Ханта находить и фиксировать ошибки.

### Конфликт с маори
Bionicle выделялась на фоне других франшиз Lego того времени, так как включала в себя как игрушки, так и компьютерные игры, через которые раскрывалась мифология вселенной. Создавая сюжет и сеттинг Bionicle, авторы франшизы вдохновлялись полинезийской культурой и языками, в частности культурой маори, особенности которой прослеживались в именах персонажей, мифах, племенных символах и ритуалах. Представители маори посчитали, что Lego трактовала их культуру «неправильно» и «тривиально». Маори были возмущены использованием слова «тохунга», которым во вселенной Bionicle идентифицировали простых деревенских жителей; на языке маори «тохунга» называли экспертов в определённой области. Поэтому маори хотели, чтобы Lego исключила подобную терминологию из своей франшизы.
Lego не согласилась с претензией на культурную апроприацию. Пресс-секретарь Ева Ликкегор отметила, что компания не пыталась зарегистрировать товарный знак на какие-либо термины маори, а хотела лишь использовать их в собственной франшизе. В конечном итоге Lego отказалась от использования некоторых слов, в частности «тохунга», в результате чего Saffire вырезала все упоминания о них из обеих игр, которые на тот момент находились в разработке; из-за этого они также изменили подзаголовок Tales of the Tohunga в Quest for the Toa. Lego пообещала впредь воздержаться от использования терминологии реально существующих культур в своих проектах. Хотя Lego не закрыла линейку Bionicle и не отменила разработку игры, маори были тронуты готовностью компании признать свои ошибки и сделать встречный шаг.

## Продвижение и выпуск
Изначально создатели Quest for the Toa планировали выпустить её на Game Boy Advance 11 июня 2001 года. Они презентовали игру на мероприятии «Camp Game Boy Advance», организованном Nintendo в марте 2001 года. Посетители мероприятия были удивлены этим анонсом, так как Saffire долгое время ничего не презентовала. В дальнейшем разработчики раскрыли детали игрового процесса Quest for the Toa на выставке E3 2001 вместе с другой игрой по вселенной Bionicle — The Legend of Mata Nui; релиз обеих игр был запланирован на сентябрь. Несмотря на то, что игра была готова уже 18 июля 2001 года, Nintendo ещё «какое-то время» тестировала её. Американский релиз Quest for the Toa состоялся 2 октября, а 26 октября игра вышла в Европе; в это же время Saffire отменила разработку The Legend of Mata Nui.

## Восприятие
| Иноязычные издания    | Иноязычные издания |
| Издание               | Оценка             |
| --------------------- | ------------------ |
| GameZone              | 7,7/10             |
| IGN                   | 4,5/10             |
| Nintendo Power        | 2,5/5              |
| Nintendo World Report | 5,5/10             |

Игровые журналисты раскритиковали Quest for the Toa. Хилари Гольдштейн из IGN поставила игре 4,5 балла из 10, назвав её «скучной» и «просто неинтересной» «мешаниной». Рецензенту не понравились «безвкусные и быстро забываемые» NPC, а также отсутствие в игре каких-либо конкретных целей или наград, однако она похвалила графику, непохожих друг на друга существ и мини-игры. Quest for the Toa получила 5,5 баллов из 10 от Макса Лейка из Nintendo World Report. Несмотря на одобрение концепции игры в целом, её мини-игр и диалогов, Лейк остался недоволен полученным опытом от прохождения «разочаровывающего платформера с неудобной игровой механикой». Фвиффо из Game Over Online дал игре 54 % из 100 из-за «ужасного» дизайна, однообразного игрового процесса и «скучного» сюжета, что не помешало ему похвалить мини-игры. Журнал NGC Magazine поставил игре 2 звезды из 5 и посоветовал читателям купить вместо неё игрушки.
Рецензенты Nintendo Power дали игре 2,5 звезды из 5 и раскритиковали графику и управление, но высоко оценили мини-игры. Хотя игра, по их мнению, вышла «сносной», критики пришли к выводу, что Quest for the Toa может понравиться только юным игрокам и поклонникам Lego. В своей рецензии для GameZone Майкл Лафферти поставил игре оценку 7,7 из 10, охарактеризовав её как «очаровательное приключение» и «приятную локальную бродилку». К числу недостатков он отнёс «провисающую» сюжетную линию и линейность, а достоинствами назвал графику, головоломки, разнообразие врагов и мини-игры. Джо Гайс из Game Vortex дал игре 60 %, посчитав её добротной, но из-за сложности «скорее разочаровывающей, чем весёлой».
В январском выпуске журнала Nintendo Power за 2002 год Quest for the Toa заняла пятое место среди самых продаваемых игр для Game Boy Advance за месяц.